# Fiscalía Anticorrupción
La Fiscalía Anticorrupción, cuyo nombre oficial es Fiscalía Especial contra la Corrupción y la Criminalidad Organizada, es una fiscalía especial del Ministerio Fiscal de España, con competencias en todo el territorio nacional, que investiga y conoce de los procesos penales de especial trascendencia relativos a delitos económicos, corrupción política y aquellos relacionados con la delincuencia organizada.
Esta fiscalía actúa ante la Audiencia Nacional, aunque no forma parte de la Fiscalía ante este tribunal. Asimismo, también coordina la acción del resto de fiscalías del país que conozcan de casos relacionados con su ámbito competencial. Su sede se encuentra en el palacete sito en el número 4 de la calle de Manuel Silvela, en Madrid.
Al frente de la Fiscalía se halla un fiscal de la primera categoría —Fiscal de Sala del Tribunal Supremo—, con el título de Fiscal Jefe. El actual fiscal jefe de la Fiscalía Especial contra la Corrupción y la Criminalidad Organizada es Alejandro Luzón Cánovas, desde julio de 2017.

## Atribuciones
Conforme al artículo 19.4 del Estatuto Orgánico del Ministerio Fiscal, la Fiscalía contra la Corrupción y la Criminalidad Organizada practica las diligencias de investigación e interviene directamente en procesos penales relacionados con supuestos de especial trascendencia, apreciada por el fiscal general del Estado, en relación con:
- Delitos contra la Hacienda Pública, contra la seguridad social y de contrabando.
- Delitos de prevaricación.
- Delitos de abuso o uso indebido de información privilegiada.
- Malversación de caudales públicos.
- Fraudes y exacciones ilegales.
- Delitos de tráfico de influencias.
- Delitos de cohecho.
- Negociación prohibida a los funcionarios.
- Defraudaciones.
- Insolvencias punibles.
- Alteración de precios en concursos y subastas públicos.
- Delitos relativos a la propiedad intelectual e industrial, al mercado y a los consumidores.
- Delitos societarios.
- Blanqueo de capitales y conductas afines a la receptación, salvo cuando por su relación con delitos de tráfico de drogas o de terrorismo corresponda conocer de dichas conducta a las otras Fiscalías Especiales.
- Delitos de corrupción en transacciones comerciales internacionales.
- Delitos de corrupción en el sector privado.
- Delitos conexos con los anteriores.
- La investigación de todo tipo de negocios jurídicos, transacciones o movimientos de bienes, valores o capitales, flujos económicos o activos patrimoniales, que indiciariamente aparezcan relacionados con la actividad de grupos delictivos organizados o con el aprovechamiento económico de actividades delictivas, así como de los delitos conexos o determinantes de tales actividades; salvo cuando por su relación con delitos de tráfico de drogas o de terrorismo corresponda conocer de dichas conductas a la Fiscalía Antidroga o a la de la Audiencia Nacional.

## Historia

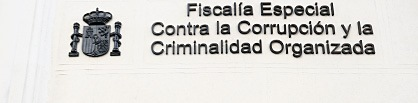

Fue creada en 1995, en la época del cuarto Gobierno de Felipe González, a través de la Ley 10/1995, de 24 de abril, siendo ministro de Justicia Juan Alberto Belloch y fiscal general del Estado el magistrado Carlos Granados. Su primer fiscal jefe fue Carlos Jiménez Villarejo, que ocupó el cargo hasta el año 2003.
Posteriormente, siendo fiscal general del Estado Jesús Cardenal, este propuso la supresión de la Fiscalía, al considerar que «es bueno, lo mismo que las demás no son especialidades, en el sentido de que no tienen una fiscalía especial salvo la de drogas, que esto fuera de competencia de todos los fiscales». Esta propuesta, que recibió el rechazo de la oposición política y de las asociaciones de fiscales, y que no fue atendida por el Gobierno de Aznar, no prosperó. En 2004 la Fiscalía Anticorrupción estaba al borde de la desaparición, tras los conflictos derivados del cese de Jiménez Villarejo. Disponía solamente de diez fiscales, nueve en Madrid, y uno en Barcelona, con una sede central situada en un piso de Madrid, y una sola Fiscalía Delegada en Cataluña.
Durante el mandato de su sucesor, el magistrado Cándido Conde-Pumpido, se potenció la Fiscalía Anticorrupción, reformando el Estatuto Orgánico del Ministerio Fiscal en 2007, para otorgarle nuevas competencias, convirtiéndola en Fiscalía contra la Corrupción y la Criminalidad Organizada. En este sentido, un año antes Conde-Pumpido había creado seis nuevas delegaciones territoriales, en lugares conflictivos de la costa, y a partir de ese momento se comenzó a reforzar la plantilla, tanto en la sede central como en las delegaciones. En 2011 la Fiscalía Anticorrupción disponía ya de cuarenta fiscales, entre la sede central y las delegaciones, su sede central se trasladó a un edificio propio, en la calle Manuel Silvela de Madrid, y se habían creado una docena de Fiscalías Delegadas, además de potenciarse los cuatro equipos de apoyo de que disponía la Fiscalía, procedentes de la Intervención General de la Administración del Estado, la Agencia Tributaria, la Policía Nacional y la Guardia Civil.

## Organización
De acuerdo a la plantilla del Ministerio Fiscal aprobada por Real Decreto 422/2025, de 3 de junio, la Fiscalía Especial Anticorrupción está formada por un Fiscal Jefe de la primera categoría, un Teniente Fiscal y 27 Fiscales, todos de la segunda categoría. También hay dos fiscales en comisión de servicio. Además de la organización central, la Fiscalía Anticorrupción contaba a finales de 2023 con 23 fiscales delegados permanentes y seis temporales en determinadas provincias y municipios.
En cuanto al personal funcionario de la Fiscalía, pertenecen a la plantilla 32 funcionarios titulares e interinos, de los cuales, una secretaria particular del Fiscal Jefe, dos pertenecientes al Cuerpo de Gestión Procesal y Administrativa, 25 al Cuerpo de Tramitación Procesal y Administrativa y cuatro al Cuerpo de Auxilio Judicial. 
Por otra parte, para dar asistencia a la Fiscalía Especial existen unidades de apoyo de la Agencia Estatal de Administración Tributaria (AEAT), de la Intervención General de la Administración del Estado (IGAE), de la Policía Nacional (CNP) y de la Guardia Civil (GC).

## Casos de corrupción relevantes
Desde mediados de la década de los 2000, la Fiscalía Anticorrupción investigó numerosos casos de corrupción política, tales como el caso Malaya, en Marbella, el caso Palma Arena y el caso Nóos, en Mallorca, el caso Palau y el caso Pretoria, en Barcelona, el caso Ballena Blanca, en Málaga, el caso Gürtel en Madrid y Valencia, el caso Mercasevilla y de los ERES en Andalucía, el caso Brugal, en Alicante, la operación Púnica en Madrid, entre otros.

## Fiscales Jefe Anticorrupción
El Fiscal Jefe de la Fiscalía Especial contra la Corrupción y la Criminalidad Organizada es un fiscal de la primera categoría, de nombramiento real, por conducto del Gobierno, a propuesta del fiscal general del Estado, oído el Consejo Fiscal, por un periodo de cinco años, renovables.

### Lista de fiscales jefes anticorrupción
Desde la fundación de la Fiscalía Anticorrupción en 1995, cuatro personas han ocupado su titularidad. De ellas, la que más tiempo permaneció en el cargo fue Antonio Salinas Casado, con 13 años y 213 días entre 2003 y 2017. Manuel Moix Blázquez fue el que menos tiempo ejerció como fiscal jefe, ocupando el cargo durante 98 días.
| Fiscales jefes anticorrupción de España |                       |                       |                    |
| Nombre                                  | Nombramiento          | Cese                  | Duración           |
| Carlos Jiménez Villarejo (1935-)        | 13 de octubre de 1995 | 25 de julio de 2003   | 7 años y 285 días  |
| Antonio Salinas Casado (1946-)          | 25 de julio de 2003   | 24 de febrero de 2017 | 13 años y 213 días |
| Manuel Moix Blázquez (1958-)            | 24 de febrero de 2017 | 2 de junio de 2017    | 98 días            |
| Alejandro Luzón Cánovas (1964-)         | 7 de julio de 2017    |                       | 8 años y 28 días   |